# 常乐镇 (南通市)
常乐镇是中华人民共和国江苏省南通市海门区下辖的一个镇。
2012年11月30日，江苏省人民政府批复同意撤销常乐镇、麒麟镇，将原两镇所辖区域合并，设立新的常乐镇，镇政府驻原常乐镇常青路88号。

## 行政区划
常乐镇下辖以下村级行政区划单位：
状元街社区、长兴路社区、培育村、颐生村、玉竹村、常中村、培才村、匡北村、常来村、常胜村、八烈村、振复村、如意村、文明村、为群村、中南村、麟北街社区、广南村、麒新村、麒北村、庵宝村、双河村、双乐村、锦程村、长春村和长德村。